# Yuyao
Yuyao is een stad en een arrondissement in de prefectuur Ningbo in de Chinese provincie Zhejiang. Bij de volkstelling van 2020 had de stad zelf 1.013.866 inwoners, het arrondissement had 1.254.032 inwoners. Yuyao is in het noorden vastgegroeid aan Cixi en is een  satellietstad van Ningbo.

## Brug
De Hangzhoubaai-brug over de Hangzhoubaai kwam gereed in 2008. De brug geeft onder andere Shanghai een betere ontsluiting naar het zuiden van het land. Het heeft een lengte van 36 kilometer en is daarmee een van de langste bruggen ter wereld.